# SOMEDAY (アルバム)
『SOMEDAY』（サムデイ）は、1982年5月21日にEPIC・ソニーから発売された佐野元春の3枚目のアルバム。本項は、本作発売20周年の記念盤『SOMEDAY Collector's Edition』についても記す。

## 概要
初のセルフプロデュース作品で、佐野は当時「このアルバムが売れなければ、活動をやめようと思っていた」とクリス松村のインタビューで語っている。
佐野のライヴのセットリストでは欠かせない「Rock & Roll Night」「SOMEDAY」等が収録されている。このアルバムから佐野を知ったファンも多く、大滝詠一や沢田研二等、佐野のシンガーソングライターとしてのスキルを見抜いたアーティストの後押しもあり、このアルバムはオリコンで最高位4位を記録、佐野の名刺の様なアルバムである。
2013年2月20日には、Blu-spec CD2で再発売された。

## 収録曲

### LP
| 全作詞・作曲: 佐野元春。 |                                                 |           |            |                              |      |
| #                        | タイトル                                        | 作詞      | 作曲・編曲 | 編曲                         | 時間 |
| 1.                       | 「シュガータイム」(-Sugartime-)                 | 佐野元春  | 佐野元春   | 佐野元春 / Strings: 大村雅朗 | 4:13 |
| 2.                       | 「ハッピーマン」(-Happy Man-)                   | 佐野元春  | 佐野元春   | 佐野元春                     | 3:46 |
| 3.                       | 「ダウンタウンボーイ（新録）」(-Down Town Boy-) | 佐野元春  | 佐野元春   | 佐野元春 / Strings: 大村雅朗 | 3:54 |
| 4.                       | 「二人のバースディ」(-Birthday Song-)           | 佐野元春  | 佐野元春   | 佐野元春                     | 4:41 |
| 5.                       | 「麗しのドンナ・アンナ」(-Believe In You-)      | 佐野元春  | 佐野元春   | 佐野元春 / Strings: 大村雅朗 | 3:10 |
| 6.                       | 「サムデイ」(-Someday-)                         | 佐野元春  | 佐野元春   | 佐野元春 / Strings: 大村雅朗 | 5:27 |
| 合計時間:                | 合計時間:                                       | 合計時間: | 25:11      |                              |      |

| 全作詞・作曲: 佐野元春。 |                                                 |           |            |                              |      |
| #                        | タイトル                                        | 作詞      | 作曲・編曲 | 編曲                         | 時間 |
| 1.                       | 「アイム・イン・ブルー」(-I'm In Blue-)         | 佐野元春  | 佐野元春   | 佐野元春                     | 4:19 |
| 2.                       | 「真夜中に清めて」(-Midnight Tripper-)          | 佐野元春  | 佐野元春   | 佐野元春                     | 4:56 |
| 3.                       | 「ヴァニティ・ファクトリー」(-Vanity Factory-)  | 佐野元春  | 佐野元春   | 佐野元春                     | 3:50 |
| 4.                       | 「ロックンロール・ナイト」(-Rock & Roll Night-) | 佐野元春  | 佐野元春   | 佐野元春 / Strings: 大村雅朗 | 8:41 |
| 5.                       | 「サンチャイルドは僕の友達」(-Sunchild-)        | 佐野元春  | 佐野元春   | 佐野元春                     | 1:40 |
| 合計時間:                | 合計時間:                                       | 合計時間: | 23:26      |                              |      |

## 楽曲解説

### SIDE A (FRONT SIDE)
1. シュガータイム [注 2] -Sugartime-[注 3]
  - アルバムとシングルで微妙に異なる箇所がある。佐野は制作当初、本曲をプロテストソングにするつもりで、ハードな内容の歌詞を書いたというが、レコード会社の意向で歌詞を書き直す事になる。本来、佐野はこうした指摘をされる事を嫌がっていたが、レコード会社が佐野を積極的にプッシュしており、良いアルバムを作るように発破をかけてていたため、「折り合いをつけなければいけない」と感じ、現在のポップな内容となった。
2. ハッピーマン -Happy Man-
  - 後にシングルカットされた。
3. ダウンタウンボーイ（新録） -Down Town Boy-
  - 先行シングル作品。アルバム・バージョンでの収録。
4. 二人のバースディ -Birthday Song-
5. 麗しのドンナ・アンナ -Believe In You-
6. サムデイ -Someday-
  - 先行シングル作品。後に、白井貴子やHEADSなど多くのアーティストにカバーされている。
  - 1990年4月21日にはCDシングルとしてジャケット写真変更の上、再リリースされた。

### SIDE B (BACK SIDE)
1. アイム・イン・ブルー -I'm In Blue-
  - 1980年沢田研二への提供曲。1984年吉川晃司がアルバム『パラシュートが落ちた夏』でカバー。
2. 真夜中に清めて -Midnight Tripper-
3. ヴァニティ・ファクトリー -Vanity Factory-
  - 1980年沢田研二への提供曲。沢田がコーラスで参加している。
4. ロックンロール・ナイト -Rock & Roll Night-
5. サンチャイルドは僕の友達 -Sunchild-

## SOMEDAY Collector's Edition

### 解説
『SOMEDAY』の発売から20周年を記念して発売された本作は、オリジナル『SOMEDAY』発売前後のシングルB面を中心に収録したBONUS Discは、「バイバイ・ハンディラブ」、「マンハッタンブリッジにたたずんで」以外は初デジタル化され、シングル「SOMEDAY」のカップリングだった「バイバイ・ハンディラブ」は「SOMEDAY」がJR東海のCMソングに採用された際にCDシングルで再発売されてデジタル化されている。完全生産限定で発売されたため、現在販売は終了している。「Happy Man」のカップリングだった「マンハッタンブリッジにたたずんで」は収録された「NIAGARA TRIANGLE Vol.2」が1991年にCD選書シリーズとして再発売され、デジタル化されている。

### 収録曲
ORIGINAL - Disc one
1. シュガータイム
2. ハッピーマン
3. ダウンタウンボーイ
4. 二人のバースディ
5. 麗しのドンナ・アンナ
6. サムデイ
7. アイム・イン・ブルー
8. 真夜中に清めて
9. ヴァニティ・ファクトリー
10. ロックンロール・ナイト
11. サンチャイルドは僕の友達

BONUS - Disc two
1. シュガータイム (single ver./mono mix)
2. スターダスト・キッズ (original ver.)
3. バイバイ・ハンディラブ (original ver.)
4. ワンダーランド (mono mix)
5. マンハッタンブリッジにたたずんで (niagara triangle vol.2)
6. ソー・ヤング (original ver.)
7. ダウンタウンボーイ (original ver.)
8. サンチャイルドは僕の友達 (another mix)